# Hadar-Mizrach
Hadar-Mizrach (hebrejsky: הדר-מרכז, doslova Hadar-Východ) je čtvrť v centrální části Haify v Izraeli. Nachází se v administrativní oblasti Hadar, na okraji pohoří Karmel.

## Geografie
Leží na severním úpatí pohoří Karmel, nedaleko od centra dolního města. Jde o umělou statistickou jednotku, která se dále člení na podčásti Jalag (podle stejnojmenné ulice), Ge'ula a Ramat Vižnic. V praxi bývá tato oblast označována z větší částí jako součást čtvrti Hadar ha-Karmel.

## Demografie
Populace je židovská, s nevelkou arabskou menšinou. Čtvrť se rozkládá na ploše 0,62 kilometru čtverečního. V roce 2008 zde žilo 9 350 lidí, z toho 7 780 Židů, 280 muslimů a 100 arabských křesťanů.